# Edwin Loehrer
Edwin Loehrer (Andwil, 27 de fevereiro de 1906 - Andwil, 10 de agosto de 1991) foi um maestro suíço.

## Biografia
De 1927 a 1930, estudou composição e estudos na Tonkunstakademie em Munique. Ele então se mudou para Zurique, onde, no Conservatório local, completou a preparação musical com o aprendizado de órgão. Na Universidade de Zurique, graduou-se em Musicologia em 1935 com um trabalho sobre o Die Messen von Ludwig Senfl (Zurique, 1938), dedicado ao compositor suíço ativo no século XVI. Com o maestro van Blatten, ele aprofundará a orquestra também na Accademia di Siena. 

### Coro Rádio Suíça
Em 1936 fundou o Coro da Rádio Suíça Italiana que dirigiu até 1981. A partir de uma produção histórica de Le vin herbé por Frank Martin em 1953, a sua presença nos estúdios de rádio de Lugano revela-se constante. Ele dirige-lhe muitas obras raras de Mozart (Idomeneo rei de Creta, 1954 e 1968; La clemenza di Tito, 1957, Zaide, 1961, La finta giardiniera, 1966, Lucio Silla, 1975), mostrando uma notável versatilidade e enfrentando em sucessão ambos os autores tais como Händel, Haydn, Gluck, Cimarosa, Galluppi, Pergolesi, Vivaldi, Lully, Purcell e autores contemporâneos como Darius Milhaud, Zoltan Kodaly, Ottorino Respighi, Gian Francesco Malipiero, Alexis-Emmanuel Chabrier, Ferruccio Busoni, Erik Satie e Luigi Dallapiccola com que entra em estreita cooperação.

### Apresentações
Menos frequentes as nomeações teatrais, lembramos sua presença no pódio orquestral durante a temporada operística de 1953 no Parco Ciani em Lugano, onde dirigiu Il battaglia di Tancredi e Clorinda di Monteverdi, O maestro di cappella de Cimarosa, Serenata a tre de Vivaldi com cenas de Gianluigi Colombo e coreografia de Ugo Dall'Ara. Em 1975, ele re-apresentou no Monte Malpensata (Lugano) o Monteverdiano Combattimento com a "Società Cameristica di Lugano", um conjunto vocal e instrumental que ele fundou em 1961, com o qual realizou viagens aclamadas na Europa (em Paris e Londres em 1963) e gravado as marcas Accord e Nuova ERA, entre outras) um número significativo de composições musicais antigas (da Ars Nova ao século XVIII).